# August de Wik
August de Wik herbu Wik – konsyliarz księcia kurlandzkiego nobilitowany przez Stanisława Augusta Poniatowskiego w 1778 roku.